# EasyStar
L'Easy Star est un modèle d'avion radiocommandé en Elapor commercialisé par la firme Allemande Multiplex Modellsport.

## Caractéristiques et performances
L'EasyStar est un avion de début, 2 axes (pouvant être facilement passés en 3 axes en plaçant des servomoteurs dans les ailes).
Sa stabilité et sa vitesse lente le rendent facilement pilotable par un débutant. L'hélice propulsive est à l'abri des chocs. La structure en Elapor rend l'EasyStar quasiment indestructible.

## Popularité
L'Easy Star est un avion radiocommandé très populaire car sa résistance et sa fiabilité sont hors du commun.[source insuffisante]